# Ogaden

Ogaden ligger i sydöstra delen av det rödmarkerade området, regionen Somali.
Övriga Etiopien i gult.

Ogadens flagga.

Ogaden, eller Västra Somalia enligt somalier (somaliska: Soomaali Galbeed) är ett omstritt område i den sydöstra delen av Somaliregionen i östra Etiopien, vid gränsen till Somalia. Området är ett stäppland som ligger 500-1 000 meter över havet. Det är huvudsakligen befolkat av klanen Ogaden som är områdets ursprungsbefolkning. En stor del av befolkningen livnär sig traditionellt som nomadiska herdar.
Somaliska anspråk på området var en av orsakerna till det så kallade Ogadenkriget 1977-1978. Somaliska trupper invaderade Ogaden 1977 och erövrade hela området innan de 1978 drevs tillbaka av sovjetiska trupper som allierat sig med etiopierna. En gerillakamp för befrielse från Etiopien mot den amharidominerade (och numera tigraydominerade) etiopiska regeringen har därefter pågått sedan slutet av 1980-talet. Kampen leds av Ogadens nationella befrielsefront (ONLF).